# Aida Imanguliyeva
Aida Imanguliyeva, właściwie Aida Nəsir qızı İmanquliyeva (ur. 10 października 1939 w Baku, zm. 19 września 1992 tamże) – azerska orientalistka, krytyczka literacka, tłumaczka, członkini Związku Pisarzy Azerbejdżanu. Uznawana za pierwszą muzułmańską kobietę-profesora w dziedzinie studiów orientalnych w Azerbejdżanie .

## Biografia
Aida Imanguliyeva urodziła się 10 października 1939 roku w Baku w rodzinie inteligenckiej. Była córką Gövhər  Imanguliyevy (Sultanzadə) i Nasira Imanguliyeva, dziennikarza, pedagoga, naukowca, jednego z założycieli prasy azerskiej i redaktora naczelnego gazet „Bakı” i „Baku”. W 1962 r. ukończyłą filologię arabską na Wydziale Orientalistyki Bakijskiego Uniwersytetu Państwowego. Kontynuowała edukację w Instytucie Narodów Azji Rosyjskiej Akademii Nauk w Moskwie, gdzie w 1966 r. obroniła pracę doktorską z filologii arabskiej. 
W 1966 r., rozpoczęła pracę w Instytucie Studiów Orientalistycznych Azerbejdżańskiej Akademii Nauk - początkowo jako młodszy pracownik naukowy, następnie jako starszy pracownik naukowy (1973), kierownik katedry filologii arabskiej (1976), zastępca dyrektora ds. prac badawczych (1988). Od 1991 r. do końca życia kierowała Instytutem Studiów Orientalistycznych Akademii Nauk Azerbejdżanu.  
W 1989 r. obroniła w Tbilisi swoją drugą rozprawę doktorską i została pierwszą kobietą-doktorem orientalistyki w Azerbejdżanie,  i pierwszym profesorem orientalistyki.  Jest autorką trzech monografii i ponad 70 esejów naukowych. 